# Anthreptes rectirostris
El suimanga piquirrecto (Anthreptes rectirostris) es una especie de ave paseriforme de la familia Nectariniidae propia de África.

## Distribución y hábitat
Se le encuentra en Angola, Benín, Camerún, República Centroafricana, República del Congo, República Democrática del Congo, Costa de Marfil, Guinea Ecuatorial, Gabón, Ghana, Guinea, Guinea-Bissau, Kenia, Liberia, Mali, Nigeria, Sierra Leona, Sudán del Sur, Tanzania, y Uganda.